# Xã St. Ferdinand, Quận St. Louis, Missouri
Xã St. Ferdinand (tiếng Anh: St. Ferdinand Township) là một xã thuộc quận St. Louis, tiểu bang Missouri, Hoa Kỳ. Năm 2010, dân số của xã này là 34.032 người.